# Blăgești (Vaslui)
Blăgești is een Roemeense gemeente in het district Vaslui.
Blăgești telt 1629 inwoners.